# 上校賽局
上校賽局是一個两人参与的零和賽局，参与者需要同时在一些对象中分配有限的资源，其最后的收益是单个对象收益之和。
此賽局之原敘述為：有一個上校被要求找到在 N 個戰場裡士兵的最佳分佈，其條件為
1. 每一個戰場，分派較多士兵的一方會勝利；
2. 雙方都不知道對方在每個戰場上分派了多少的士兵；
3. 贏了較多戰場的一方是最後的贏家。

## 例子
考慮一個賽局，兩個玩家各自以不遞減的順序寫下三個正整數，且這三個正整數相加會等於一特定的數 S 。接著，這兩位玩家分別秀出他們的所寫，並比較相應的數字。有三個數字中有兩個大於對方的人即贏得此一賽局。
對 S = 6 ，只可能有三種可能的選擇： (2, 2, 2) 、 (1, 2, 3) 和 (1, 1, 4) 。很容易便可看出：
(1, 1, 4) 對 (1, 2, 3) 平手
(1, 2, 3) 對 (2, 2, 2) 平手
(2, 2, 2) 勝過 (1, 1, 4)
這表示其最佳策略（納什均衡點）為 (2, 2, 2) 和（1，2，3）。
對更大的 S ，遊戲會漸漸變得更難分析。對 S = 12 ，可證明 (2, 4, 6) 是最佳策略；但對 S > 12 ，則不存在最佳的決定策略。對 S = 13 ，以機率各 1/3 來選定 (3, 5, 5) 、 (3, 3, 7) 和 (1, 5, 7) 才是最佳機率策略。

田忌赛马的故事表达了相同的观点。当时孙膑在观看三场同时进行的战车比赛。比赛中的每一方在一场比赛都可以使用一辆战车，如果双方都选择使用策略1, 2, 3（3是最快的战车，1是最慢的）来部署他们的战车，那么双方的成绩将很接近而难以预料胜者。当被问及如何获胜时，孙膑建议田忌将他的部署方式改为2, 3, 1。虽然他肯定会输掉与最快的战车（战车3）的比赛，但他赢了其他的两场比赛：他的战车3轻而易举地击败了战车2，他的战车2击败了战车1。

## 真實例子
在最近的一篇論文裡，2000年美國總統選舉即被模擬成一個上校賽局。這篇論文主張，高爾可以運用策略來贏得選舉，但這個策略在事先是不能辨知的。

## 外部連結
- Jonathan Partington's Colonel Blotto page